# Copa Heineken 2001-02
La Copa de Campeones Europeos de Rugby 2001–02 fue la 7.ª edición de la máxima competición continental.

## Desarrollo
En esta edición de nuevo fueron 24 los equipos participantes, divididos en 6 grupos de 4, para afrontar la primera fase de la competición, la fase de grupos. Tras las 6 jornadas correspondientes a esta primera fase, los primeros de cada grupo y los 2 mejores segundos se clasificaron para disputar los cuartos de final, a partidos único, las semifinales y la final. 
En esta 7.ª edición del torneo participaron 6 equipos franceses, 6 ingleses, 5 galeses, 3 irlandeses, 2 italianos y 2 escoceses, exactamente igual que en la Copa Heineken 2000–01.

### Playoffs
Los 6 equipos que acabaron primeros de grupo se clasificaron para cuartos de final, además de los 2 equipos que acabaron en segunda posición con más puntos. Los equipos que jugaron como locales fueron los que más puntos consiguieron, o en caso de empate se aplicó el criterio de ensayos a favor o diferencia entre puntos anotados y encajados. En las semifinales se aplicó el mismo criterio para decidir qué equipo jugaba como local. La final se disputó el 25 de mayo de 2002 en el Millennium Stadium de Cardiff ante 74.600 espectadores. Leicester Tigers se coronó por segunda vez como Campeón de Europa.

## Fase de grupos
| \| GRUPO 1 \| |                  |     |     |     |     |     |      |      |
| | Equipo           | Pts | Jug | Gan | Emp | Per | Ens+ | +/-  |
| 1 | Leicester Tigers | 10  | 6   | 5   | 0   | 1   | 17   | +87  |
| 2 | Llanelli RFC     | 8   | 6   | 4   | 0   | 2   | 22   | +88  |
| 3 | Perpignan        | 6   | 6   | 3   | 0   | 3   | 19   | +46  |
| 4 | Calvisano        | 0   | 6   | 0   | 0   | 6   | 6    | -221 |
| Ens+ son ensayos a favor. +/- es la diferencia de puntos anotados a favor y en contra. Esos son los criterios de desempate por ese orden. Victoria = 2 puntos. Empate = 1 punto. |                  |     |     |     |     |     |      |      |
| GRUPO 1 |                  |     |     |     |     |     |      |      |

| GRUPO 1 |

| Jornada | _____Local_____ | Resultado | ___Visitante___ |
| ------- | --------------- | --------- | --------------- |
| 1       | Leicester       | 12-9      | Llanelli        |
| 1       | Perpignan       | 56-3      | Calvisano       |
| 2       | Llanelli        | 20-6      | Perpignan       |
| 2       | Calvisano       | 3-37      | Leicester       |
| 3       | Perpignan       | 30-31     | Leicester       |
| 3       | Calvisano       | 13-31     | Llanelli        |
| 4       | Llanelli        | 93-14     | Calvisano       |
| 4       | Leicester       | 54-15     | Perpignan       |
| 5       | Perpignan       | 42-10     | Llanelli        |
| 5       | Leicester       | 29-7      | Calvisano       |
| 6       | Calvisano       | 18-33     | Perpignan       |
| 6       | Llanelli        | 24-12     | Leicester       |

| \| GRUPO 2 \| |                  |        |         |           |         |          |      |      |
| | Equipo           | Puntos | Jugados | Victorias | Empates | Derrotas | Ens+ | +/-  |
| 1 | Stade Français   | 10     | 6       | 5         | 0       | 1        | 23   | +149 |
| 2 | Ulster Rugby     | 8      | 6       | 4         | 0       | 2        | 17   | +54  |
| 3 | London Wasps     | 4      | 6       | 2         | 0       | 4        | 9    | -66  |
| 4 | Benetton Treviso | 2      | 6       | 1         | 0       | 5        | 2    | -137 |
| Ens+ son ensayos a favor. +/- es la diferencia de puntos anotados a favor y en contra. Esos son los criterios de desempate por ese orden. Victoria = 2 puntos. Empate = 1 punto. |                  |        |         |           |         |          |      |      |
| GRUPO 2 |                  |        |         |           |         |          |      |      |

| GRUPO 2 |

| Jornada | _____Local_____ | Resultado | ___Visitante___ |
| ------- | --------------- | --------- | --------------- |
| 1       | Benetton        | 28-33     | Ulster          |
| 1       | Wasps           | 19-25     | Stade Français  |
| 2       | Ulster          | 42-19     | Wasps           |
| 2       | Stade Français  | 42-9      | Benetton        |
| 3       | Stade Français  | 40-11     | Ulster          |
| 3       | Wasps           | 29-24     | Benetton        |
| 4       | Ulster          | 19-16     | Stade Français  |
| 4       | Benetton        | 32-17     | Wasps           |
| 5       | Benetton        | 6-59      | Stade Français  |
| 5       | Wasps           | 36-32     | Ulster          |
| 6       | Ulster          | 59-3      | Benetton        |
| 6       | Stade Français  | 31-0      | Wasps           |

| \| GRUPO 3 \| |                   |        |         |           |         |          |      |      |
| | Equipo            | Puntos | Jugados | Victorias | Empates | Derrotas | Ens+ | +/-  |
| 1 | Bath Rugby        | 12     | 6       | 6         | 0       | 0        | 16   | +105 |
| 2 | Biarritz          | 5      | 6       | 2         | 1       | 3        | 11   | +9   |
| 3 | Swansea RFC       | 4      | 6       | 2         | 0       | 4        | 2    | -50  |
| 4 | Edinburgh Reivers | 3      | 6       | 1         | 1       | 4        | 6    | -64  |
| Ens+ son ensayos a favor. +/- es la diferencia de puntos anotados a favor y en contra. Esos son los criterios de desempate por ese orden. Victoria = 2 puntos. Empate = 1 punto. |                   |        |         |           |         |          |      |      |
| GRUPO 3 |                   |        |         |           |         |          |      |      |

| GRUPO 3 |

| Jornada | _____Local_____ | Resultado | ___Visitante___ |
| ------- | --------------- | --------- | --------------- |
| 1       | Swansea         | 21-16     | Edinburgh       |
| 1       | Biarritz        | 6-14      | Bath            |
| 2       | Edinburgh       | 6-6       | Biarritz        |
| 2       | Bath            | 38-9      | Swansea         |
| 3       | Swansea         | 15-10     | Biarritz        |
| 3       | Edinburgh       | 6-37      | Bath            |
| 4       | Bath            | 17-10     | Edinburgh       |
| 4       | Biarritz        | 24-15     | Swansea         |
| 5       | Swansea         | 12-24     | Bath            |
| 5       | Biarritz        | 45-14     | Edinburgh       |
| 6       | Edinburgh       | 30-20     | Swansea         |
| 6       | Bath            | 31-13     | Biarritz        |

| \| GRUPO 4 \| |              |        |         |           |         |          |      |     |
| | Equipo       | Puntos | Jugados | Victorias | Empates | Derrotas | Ens+ | +/- |
| 1 | Castres      | 10     | 6       | 5         | 0       | 1        | 19   | +54 |
| 2 | Munster      | 10     | 6       | 5         | 0       | 1        | 17   | +85 |
| 3 | Harlequins   | 4      | 6       | 2         | 0       | 4        | 14   | -68 |
| 4 | Bridgend RFC | 0      | 6       | 0         | 0       | 6        | 11   | -71 |
| Ens+ son ensayos a favor. +/- es la diferencia de puntos anotados a favor y en contra. Esos son los criterios de desempate por ese orden. Victoria = 2 puntos. Empate = 1 punto. |              |        |         |           |         |          |      |     |
| GRUPO 4 |              |        |         |           |         |          |      |     |

| GRUPO 4 |

| Jornada | _____Local_____ | Resultado | ___Visitante___ |
| ------- | --------------- | --------- | --------------- |
| 1       | Munster         | 28-23     | Castres         |
| 1       | Bridgend        | 24-30     | Harlequins      |
| 2       | Harlequins      | 8-24      | Munster         |
| 2       | Castres         | 35-23     | Bridgend        |
| 3       | Bridgend        | 12-16     | Munster         |
| 3       | Harlequins      | 17-39     | Castres         |
| 4       | Munster         | 40-6      | Bridgend        |
| 4       | Castres         | 24-18     | Harlequins      |
| 5       | Munster         | 51-17     | Harlequins      |
| 5       | Bridgend        | 26-37     | Castres         |
| 6       | Castres         | 21-13     | Munster         |
| 6       | Harlequins      | 29-25     | Bridgend        |

| \| GRUPO 5 \| |                     |        |         |           |         |          |      |     |
| | Equipo              | Puntos | Jugados | Victorias | Empates | Derrotas | Ens+ | +/- |
| 1 | Montferrand         | 9      | 6       | 4         | 1       | 1        | 23   | +91 |
| 2 | Cardiff RFC         | 6      | 6       | 3         | 0       | 3        | 16   | +0  |
| 3 | Glasgow Caledonians | 5      | 6       | 2         | 1       | 3        | 10   | -72 |
| 4 | Northampton Saints  | 4      | 6       | 2         | 0       | 4        | 12   | -19 |
| Ens+ son ensayos a favor. +/- es la diferencia de puntos anotados a favor y en contra. Esos son los criterios de desempate por ese orden. Victoria = 2 puntos. Empate = 1 punto. |                     |        |         |           |         |          |      |     |
| GRUPO 5 |                     |        |         |           |         |          |      |     |

| GRUPO 5 |

| Jornada | _____Local_____ | Resultado | ___Visitante___ |
| ------- | --------------- | --------- | --------------- |
| 1       | Cardiff         | 25-17     | Northampton     |
| 1       | Glasgow         | 19-19     | Montferrand     |
| 2       | Montferrand     | 37-10     | Cardiff         |
| 2       | Northampton     | 30-9      | Glasgow         |
| 3       | Cardiff         | 46-7      | Glasgow         |
| 3       | Northampton     | 15-21     | Montferrand     |
| 4       | Montferrand     | 50-17     | Northampton     |
| 4       | Glasgow         | 47-32     | Cardiff         |
| 5       | Glasgow         | 31-27     | Northampton     |
| 5       | Cardiff         | 26-20     | Montferrand     |
| 6       | Northampton     | 26-15     | Cardiff         |
| 6       | Montferrand     | 44-13     | Glasgow         |

| \| GRUPO 6 \| |                   |        |         |           |         |          |      |     |
| | Equipo            | Puntos | Jugados | Victorias | Empates | Derrotas | Ens+ | +/- |
| 1 | Leinster          | 10     | 6       | 5         | 0       | 1        | 15   | +35 |
| 2 | Newport RFC       | 6      | 6       | 3         | 0       | 3        | 17   | +5  |
| 3 | Toulouse          | 6      | 6       | 3         | 0       | 3        | 16   | +17 |
| 4 | Newcastle Falcons | 2      | 6       | 1         | 0       | 5        | 8    | -57 |
| Ens+ son ensayos a favor. +/- es la diferencia de puntos anotados a favor y en contra. Esos son los criterios de desempate por ese orden. Victoria = 2 puntos. Empate = 1 punto. |                   |        |         |           |         |          |      |     |
| GRUPO 6 |                   |        |         |           |         |          |      |     |

| GRUPO 6 |

| Jornada | _____Local_____ | Resultado | ___Visitante___ |
| ------- | --------------- | --------- | --------------- |
| 1       | Leinster        | 40-10     | Toulouse        |
| 1       | Newcastle       | 21-34     | Newport         |
| 2       | Leinster        | 28-9      | Newcastle       |
| 2       | Newport         | 21-20     | Toulouse        |
| 3       | Leinster        | 21-6      | Newport         |
| 3       | Toulouse        | 33-13     | Newcastle       |
| 4       | Newport         | 21-26     | Leinster        |
| 4       | Newcastle       | 42-9      | Toulouse        |
| 5       | Toulouse        | 36-23     | Newport         |
| 5       | Newcastle       | 15-17     | Leinster        |
| 6       | Newport         | 53-17     | Newcastle       |
| 6       | Toulouse        | 43-17     | Leinster        |

## Fase final[1]
|  | Cuartos de final      | Cuartos de final | Cuartos de final   |          |                       | Semifinales | Semifinales | Semifinales |  |                       | Final     | Final | Final |  |
|  |                       |                  |                    |          |                       |             |             |             |  |                       |           |       |       |  |
|  |                       |                  |                    |          |                       |             |             |             |  |                       |           |       |       |  |
|  | Bandera de Francia    | Castres          | 22                 |          |                       |             |             |             |  |                       |           |       |       |  |
|  | Bandera de Francia    | Castres          | 22                 |          |                       |             |             |             |  |                       |           |       |       |  |
|  | Bandera de Francia    | Montferrand      | 21                 |          |                       |             |             |             |  |                       |           |       |       |  |
|  | Bandera de Francia    | Montferrand      | 21                 |          | Bandera de Francia    | Castres     | 17          |             |  |                       |           |       |       |  |
|  |                       |                  |                    |          | Bandera de Francia    | Castres     | 17          |             |  |                       |           |       |       |  |
|  |                       |                  | Bandera de Irlanda | Munster  | 25                    |             |             |             |  |                       |           |       |       |  |
|  | Bandera de Francia    | Stade Français   | Bandera de Irlanda | Munster  | 25                    | 14          |             |             |  |                       |           |       |       |  |
|  | Bandera de Francia    | Stade Français   |                    |          |                       |             |             |             |  |                       |           |       |       |  |
|  | Bandera de Irlanda    | Munster          | 16                 |          |                       |             |             |             |  |                       |           |       |       |  |
|  | Bandera de Irlanda    | Munster          | 16                 |          |                       |             |             |             |  | Bandera de Inglaterra | Leicester | 15    |       |  |
|  |                       |                  |                    |          |                       |             |             |             |  | Bandera de Inglaterra | Leicester | 15    |       |  |
|  |                       |                  | Bandera de Irlanda | Munster  | 9                     |             |             |             |  |                       |           |       |       |  |
|  | Bandera de Inglaterra | Bath             | Bandera de Irlanda | Munster  | 9                     | 10          |             |             |  |                       |           |       |       |  |
|  | Bandera de Inglaterra | Bath             |                    |          |                       |             |             |             |  |                       |           |       |       |  |
|  | Bandera de Gales      | Llanelli         | 27                 |          |                       |             |             |             |  |                       |           |       |       |  |
|  | Bandera de Gales      | Llanelli         | 27                 |          | Bandera de Inglaterra | Leicester   | 13          |             |  |                       |           |       |       |  |
|  |                       |                  |                    |          | Bandera de Inglaterra | Leicester   | 13          |             |  |                       |           |       |       |  |
|  |                       |                  | Bandera de Gales   | Llanelli | 12                    |             |             |             |  |                       |           |       |       |  |
|  | Bandera de Inglaterra | Leicester        | Bandera de Gales   | Llanelli | 12                    | 29          |             |             |  |                       |           |       |       |  |
|  | Bandera de Inglaterra | Leicester        |                    |          |                       |             |             |             |  |                       |           |       |       |  |
|  | Bandera de Irlanda    | Leinster         | 18                 |          |                       |             |             |             |  |                       |           |       |       |  |
|  | Bandera de Irlanda    | Leinster         | 18                 |          |                       |             |             |             |  |                       |           |       |       |  |
|  |                       |                  |                    |          |                       |             |             |             |  |                       |           |       |       |  |

| 25 de mayo de 2002 | Leicester Tigers                                                   | 15 – 9 | Munster Rugby                   | Millennium Stadium, Cardiff,                                     |                                                                  |
|                    | Tries Murphy 26' Healey 59' Conversión Stimpson Penal Stimpson 70' |        | Penales 7', 20', 49' (3) O'Gara | Asistencia: 74.600 espectadores Árbitro(s): Joël Jutge (Francia) | Asistencia: 74.600 espectadores Árbitro(s): Joël Jutge (Francia) |

|                                    |
| Campeón Leicester Tigers 2° Título |

| Temporadas de la Heineken Cup |
| 1995/96 - 1996/97 - 1997/98 - 1998/99 - 1999/00 - 2000/01 - 2001/02 - 2002/03 - 2003/04 - 2004/05 - 2005/06 - 2006/07 - 2007/08 - 2008/09 - 2009/10 - 2010/11 - 2011/12 - 2012/13 - 2013/14 |